# Waterschapshuis (Wierum)
Het Waterschapshuis in Wierum in de Nederlandse provincie Friesland is een voormalige schipperswoning annex herberg. Het pand is sinds 1918 in het bezit van het waterschap.

## Geschiedenis
Het pand zou in 1832 waarschijnlijk gebouwd zijn in opdracht van in de Holwerd geboren en op Ameland woonachtige schipper Andries Davids Vellema (1796-1851). Deze schipper en zijn vrouw Ynske Hendriks van der Geest (1789-1873) waren ook herbergier en herbergierster op Ameland. Of zij het pand ook zelf gebruikt hebben als herberg is niet duidelijk, wel werd het gebouw voor 1918 als herberg gebruikt. In dat jaar werd het gekocht door het waterschap De Contributie Zeedijken van Oostdongeradeel, die het in het daaropvolgende jaar liet verbouwen tot waterschapsgebouw. In dat jaar werd ook de dakkapel boven de verdieping gebouwd. In 1920 en in 1959 vonden er verbouwingen plaats. Aan het plafond van de bestuurskamer bevindt zich windrichtingsinstallatie, die is verbonden met de windvaan op het dak.
Het pand doet dienst als kantoor van het Zeewerend Waterschap Fryslân (thans: Wetterskip Fryslân) en is erkend als een rijksmonument. Het is verreweg het grootste pand in het dorp Wierum. De overige woningen zijn voornamelijk vissershuisjes.